# Romualdas Juknys
Romualdas Juknys (* 20. Oktober 1943 in Šiauliai; † 3. Februar 2024 in Akademija, Rajongemeinde Kaunas) war ein litauischer Ökologe, Forstwissenschaftler und Professor.

## Leben
1957 absolvierte Juknys die 7-jährige Schule in Šiauliai, 1961 das Forsttechnikum in Vilnius und 1970 das Diplomstudium des Forstwirtschaftsingenieurwesens an der Lietuvos žemės ūkio akademija. Nach der Aspirantur promovierte er 1975 an der LŽŪA über Kiefernwälder zum Thema „Optimalaus apskaitos aikštelių dydžio ir jų išdėstymo tyrimai Lietuvos TSR pušynuose“. Im Dezember 1990 habilitierte Juknys  Kiefernwälder zum Thema „Užterštoje aplinkoje augančių vienaamžių pušynų augimo eiga ir produktyvumas“ in Ökologie am Sukatschev-Institut in Russland.
Von 1970 bis 1993 war er wissenschaftlicher Mitarbeiter  an der LŽŪA. Von 1985 bis 1987 und 1990 leitete er das Labor für Waldmonitoring. Von 1991 bis 1993 arbeitete er am Umweltschutzdepartment als Leiter einer Abteilung und lehrte an der LŽŪA. Ab 1993 leitete er den Lehrstuhl für Umweltkunde. Ab 1994 lehrte er als Professor.
Juknys war Mitglied des Sąjūdis und der Partei Lietuvos žalioji partija.

## Preis
- 2002: Valdas-Adamkus-Preis